# Edmond Delathouwer
Edmond Delathouwer (Boom, 26 maggio 1916 – Merksem, 28 agosto 1994) è stato un ciclista su strada belga.
Professionista dal 1935 al 1939, vinse una Freccia Vallone, l'ultima prima dello scoppio del secondo conflitto mondiale, evento che pose fine alla sua carriera.
Concluse al secondo posto la Gand-Wevelgem del 1938 dietro al connazionale Hubert Godart.
Nel 1939 venne convocato nella Nazionale B del Belgio al Tour de France, si ritirò; il suo miglior piazzamento di tappa fu il terzo ottenuto nel corso della frazione con arrivo a Brest, vinta dal francese Pierre Cloarec.

## Palmarès
- 1939 (A. Leducq-Mercier-Hutchinson, Mercier, due vittorie)

Freccia Vallone
Haasdonk

## Piazzamenti

### Grandi Giri
- Tour de France

1939: ritirato (9ª tappa)

### Classiche monumento
- Giro delle Fiandre

1939: 18º
- Liegi-Bastogne-Liegi

1939: 13º